# Norma de l'Escola del Po
La norma de l'Escola del Po o normo de l'Escolo dóu Po (en norma clàssica Nòrma de l'Escòla dau Pò) és una norma lingüística (una codificació) que fixa l'occità en la varietat cisalpenca (sotsdialecte del vivaroalpí) parlada a les Valls Occitanes del Piemont (Itàlia). Aquesta norma deriva bàsicament de la norma mistralenca i fa concurrència a la norma clàssica.
Fou creada el 1971 per l'associació Escòla dau Pò (Escolo dóu Po), que fou una secció efímera del Felibritge a les Valls Occitanes, però tot i que l'associació va desaparèixer la seva proposta de norma ortogràfica ha sobreviscut fins ara.

## Composició
La norma de l'Escola del Po es compon d'un sol aspecte: la norma ortografica o ortografia, que fixa la manera d'escriure dels sons. Així que la noció e norma de l'Escola del Po coincideix amb la seva ortografia: 
- La noció de grafia de l'Escola del Po engloba l'ortografia de l'Escola del Po (codificada, dins la norma) i diversos usos poc (fora norma), però que s'inspiren d'aquella ortografia.
- La norma oral (segon aspecte d'una norma lingüística al costat de l'ortografia) no és prevista dins la norma de l'Escola del Po.

## Principis
Los principis de la norma de l'Escola del Po consisteixen:
- escriu solament els parlars locals de les diferents localitats, sense proposa a nivell oral ni fixació d'una varietat estàndard. Dins aquesta norma, s'accepten totes les interferències de l'italià o del francès.
- escriu solament els fonemes. Res de lletres mudes ni grafia etimologica.
- escriu els fonemes segons les convencions heretades del francès, com ou pels fonemes /u, w/. Però també utilitza els grafemes nh per /ɲ/ i lh per /ʎ/ com a la norma clàssica (s'abandona el grafema afrancesat gn per /ɲ/ de la norma mistralenca). Escriu sempre s pel fonema /s/ i z pel fonema /z/: abandonant les distincions etimològiques s, ss, c, ç per /s/ i s, z per /z/ que són típiques de les normes classica i mistralenca.

## Ús actual
La nòrma de l'Escola del Po va tenir un ús majoritari dins l'occità escrit a les Valls Occitanes entre els anys 1970 i 1990. Des de finals dels anys 1990, la norma classica és majoritària. La revista cisalpenca Occitània Viva / Ousitanio Vivo accepta indistintament la norma classica i la norma de l'Escola del Pò.
A les Valls Occitanes s'han usat altres grafies durant el segle xx, però avui són força minoritàries. La norma mistralenca és emprada per l'associació Combascura (Coumboscuro). També s'han usat diverses "grafies fonemàtiques" qu'utilizaven grafemes no tradicionals en occità com k o w, així com d'altres d'italianitzades.